# Nagelfluhkette

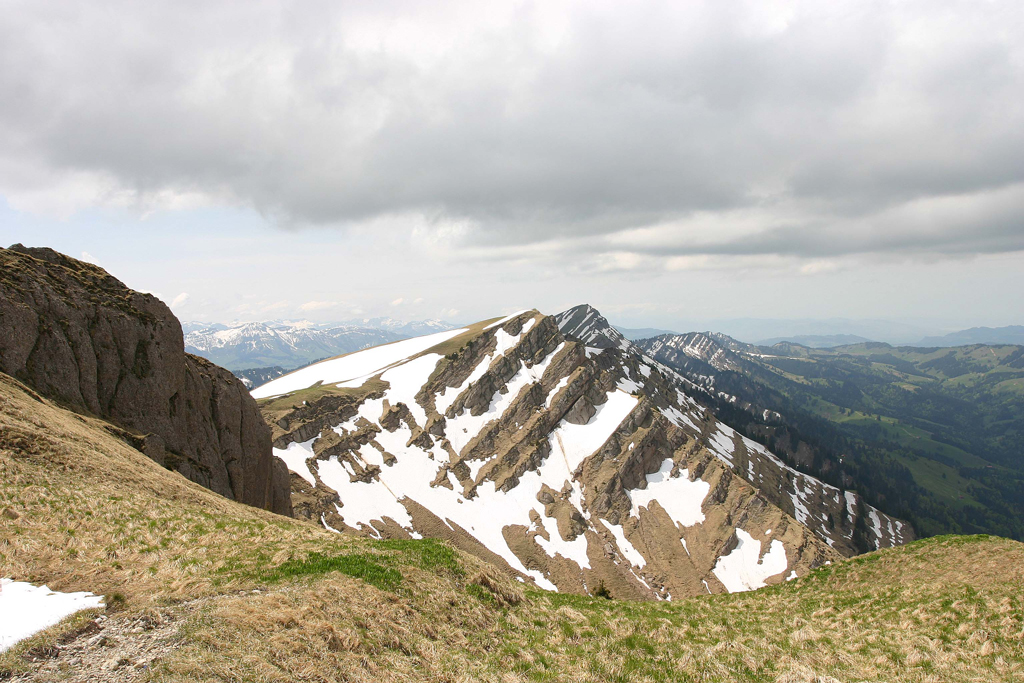
Hochhäderich

Het natuurpark Nagelfluhkette is het eerste grensoverschrijdende natuurpark tussen Duitsland en Oostenrijk en is vandaar een internationaal pilotproject. Het is 401 km² groot, omvat zes Beierse en acht Vorarlbergse gemeenten en vormt de overgang tussen het Allgäu en het Bregenzerwald. Het is vernoemd naar nagelfluh,  een conglomeraat van ronde stenen die in de loop van 25 miljoen jaar samengeperst werden.
Het hoogste punt van de Nagelfluhkette is de Hochgrat (1834 meter boven NN). Andere bergen en pieken (van oost naar west) staan in de onderstaande lijst.
| Naam van de berg              | Land | Hoogte | Kenmerken                              |
| ----------------------------- | ---- | ------ | -------------------------------------- |
| Mittagberg (Mittag)           | D    | 1451 m | met dubbele stoeltjeslift "Mittagbahn" |
| Bärenköpfle                   | D    | 1463   |                                        |
| Steineberg                    | D    | 1683   |                                        |
| Steinköpfle                   | D    | 1669   |                                        |
| Stuiben                       | D    | 1749   |                                        |
| Sedererstuiben                | D    | 1737   |                                        |
| Buralpkopf                    | D    | 1772   |                                        |
| Gündleskopf                   | D    | 1748   |                                        |
| Rindalphorn                   | D    | 1822   |                                        |
| Gelchenwanger Kopf            | D    | 1805   |                                        |
| Hochgrat                      | D    | 1834   | Hochgratbahn, Staufner Haus            |
| Seelekopf                     | D    | 1663   |                                        |
| Hohenfluhalpkopf              | D/A  | 1636   |                                        |
| Eineguntkopf / Rohnehöhe      | D/A  | 1641   | met stoeltjeslift van Falkenhütte      |
| Falken(köpfe)                 | D/A  | 1564   | met Falkenhütte (ca. 1450 m)           |
| Hochhäderich (Hoher Häderich) | D/A  | 1565   | met ski- en dubbele sleeplift          |